# Chó Wetterhoun
Chó Wetterhoun (tiếng Anh: Frisian Water Dog, tạm dịch Chó săn lội nước Fryslan) là một giống chó truyền thống được sử dụng làm chó săn để săn bắt động vật có vú và chim nước ở tỉnh Fryslan ở Hà Lan. Tên của giống chó đến từ West Frisian Wetterhûn có nghĩa là "chó nước". Số nhiều của cái tên giống chó này, Wetterhoun là Wetterhounen trong tiếng Hà Lan. Loài này cũng có thể được gọi là Otterhoun (không nên nhầm lẫn với loài Otterhound) hoặc Chó Spaniel Hà Lan, mặc dù nó không phải là một giống chó Spaniel.

## Tính cách
Chó Wetterhoun này là một giống chó săn tuyệt vời, có hiệu quả trên cả môi trường đất và nước trong việc thu nhặt con mồi, tuy nhiên giống chó này có ý chí mạnh mẽ và bản năng bảo vệ khiến cho việc huấn luyện nó sớm là một việc thực sự cần thiết. Tiêu chuẩn giống mô tả tính khí của giống chó này như mộ tvệ sĩ và là "một con chó bảo vệ lý tưởng". Tuy vậy, chúng không bao giờ hung hăng, điều này khiến chúng trở thành một con chó tuyệt vời trong gia đình.
Mặc dù được mô tả là có "ý chí mạnh mẽ", Wetterhoun không bao giờ bướng bỉnh hoặc cố ý không vâng lời. Sự kiên trì thực tế miêu tả đúng hơn về tính cách của chúng, vì chúng luôn hoàn thành công việc, bất cứ điều gì chủ cần và không thể làm xao nhãng chúng trong khi chúng đang thực hiện nhiệm vụ. Do đó, giống chó này khá nhạy cảm và không bao giờ được điều trị hoặc huấn luyện một cách khắc nghiệt. Chúng có thể được tiếp cận với trẻ em, chúng chịu đựng trẻ em đến mức mà con chó nên được bảo vệ khỏi trẻ thay vì ngược lại.